# No Straight Angles
No Straight Angles är det svenska punkbandet No Fun at Alls debutalbum, utgivet den 1 juni 1994.
I Sverige och övriga Europa utgavs skivan som CD av Burning Heart Records. Året efter utgavs skivan på CD och LP av amerikanska Theologian Records. På den senare inkluderas två bonuslåtar: "Alcohol" och "Don't Be a Pansy". "Alcohol" var en Gang Green-cover och kom senare även att inkluderas på samlingsalbumet Cheap Shots Vol. 1 (1995). "Don't Be a Pansy" var tidigare utgiven på samlingsalbumet Rock Around the Clock (1994).
Skivan blev bandets första utan den tidigare sångaren och trummisen Jimmy Olsson, som inför skivan valt att fortsätta i sitt andra band Sober. I hans ställe hade Ingemar Jansson tillkommit på sång och Kjell Ramstedt på trummor. Gruppen hade dessutom utökats med ytterligare en gitarrist, Krister Johansson.
Från skivan släpptes även en obetitlad promotion-EP. På denna inkluderades fyra låtar från No Straight Angles, men också "Don't Be a Pansy".
Skivan innehåller också den gömda låten "What You Say", en nyinspelad version av den som finns med på gruppens debut-EP Vision. Låten ligger efter "Happy for the First Time" och uppkommer efter några minuters tystnad.

## Låtlista
1. "Believers" - 2:15
2. "Wow and I Say Wow" - 2:43
3. "Strong and Smart" - 2:43
4. "Growing Old, Growing Cold" - 1:55
5. "I Can't Believe It's True" - 2:04
6. "It Won't Be Long" - 2:13
7. "I Am Wrong and I Am Right" - 2:22
8. "Wisdom?" - 2:26
9. "So It Sadly Goes" - 2:16
10. "Beachparty" - 2:14
11. "Evil Worms" - 2:37
12. "Days in the Sun" - 1:23
13. "So Many Times" - 2:08
14. "Nothing I Wouldn't Do" - 1:49
15. "Happy for the First Time" - 2:06

### Theologianversionen
1. "Believers" - 2:15
2. "Wow and I Say Wow" - 2:43
3. "Strong and Smart" - 2:43
4. "Growing Old, Growing Cold" - 1:55
5. "I Can't Believe It's True" - 2:04
6. "It Won't Be Long" - 2:13
7. "I Am Wrong and I Am Right" - 2:22
8. "Wisdom?" - 2:26
9. "So It Sadly Goes" - 2:16
10. "Beachparty" - 2:14
11. "Evil Worms" - 2:37
12. "Days in the Sun" - 1:23
13. "So Many Times" - 2:08
14. "Nothing I Wouldn't Do" - 1:49
15. "Happy for the First Time" - 2:06
16. "Alcohol" - 2:01
17. "Don't Be a Pansy" - 5:45

### Skivans promotion-EP
1. "Wow and I Say Wow" - 2:39
2. "Evil Worms" - 2:36
3. "Beach Party" - 2:12
4. "It Won't Be Long" - 2:12
5. "Don't Be a Pansy" - 1:47

## Medverkande
- Peter Gehrke - foto
- Ingemar Jansson - sång, foto ("Ballogmannen")
- Krister Johansson - gitarr (krediterad som "Kricke")
- Maria Ljung - omslagsformgivning
- No Fun at All - arrangemang, producent
- Jimmie Olsson - bakgrundssång
- Kjell Ramstedt - trummor (krediterad som "Kjelle")
- Pelle Saether - producent
- Henrik Sunvisson - bas, bakgrundssång (krediterad som "Henka")

### Fotnoter
1. 1 2  ”No Straight Angles”. Discogs.com. http://www.discogs.com/No-Fun-At-All-No-Straight-Angles/release/369074. Läst 29 mars 2012.
2. ↑  ”No Straight Angles”. Allmusic.com. http://www.allmusic.com/album/r271548. Läst 29 mars 2012.
3. ↑  ”No Fun at All”. Discogs.com. http://www.discogs.com/artist/No+Fun+At+All. Läst 29 mars 2012.
4. ↑  ”No Straight Angles - amerikanska versionen”. Discogs.com. http://www.discogs.com/No-Fun-At-All-No-Straight-Angles/release/892878. Läst 29 mars 2012.
5. ↑  ”No Straight Angles-promo”. Discogs.com. http://www.discogs.com/No-Fun-At-All-No-Straight-Angles/release/495723. Läst 29 mars 2012.
6. ↑  ”No Fun at All”. Burning Heart Records. http://www.burningheart.com/bands/index.php?id=66&bio=2. Läst 29 mars 2012.